# Poloweltmeisterschaft 2011

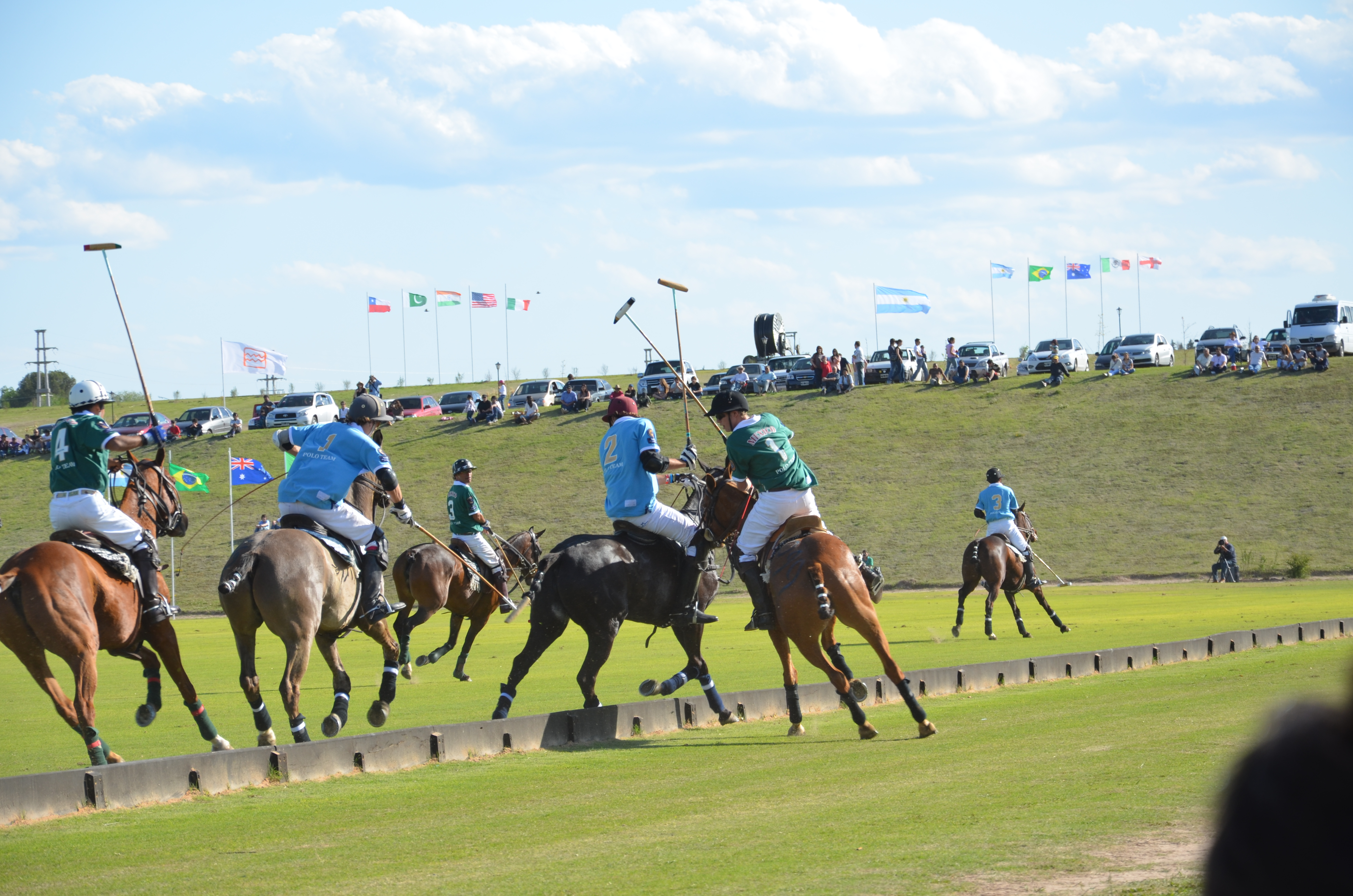
San Luis Polo World Cup 2011

Die IX. Poloweltmeisterschaft fand vom Oktober 2011 in Estancia Grande in der argentinischen Provinz San Luis statt. Ausrichtender Verein war der Poco Club Estancia Grande.
| Platz | Land        | Sportler                                                              |
| ----- | ----------- | --------------------------------------------------------------------- |
| 1     | Argentinien | Pablo Llorente, Alfredo Capella, Martin Inchauspe, Salvador Jauretche |
| 2     | Brasilien   | Beto Junqueira, Pedro Zacharias, Xande Junqueira, Joao Novaes         |
| 3     | Italien     |                                                                       |

Finale

Argentinien – Brasilien 12-11